# Carlos Di Sarli
Carlos Di Sarli (Bahía Blanca, 7 gennaio 1903 – Buenos Aires, 12 gennaio 1960) è stato un direttore d'orchestra, compositore e pianista argentino.

## Biografia
Fu uno dei più importanti direttori di orchestre di tango e compose numerosi tanghi, molti dei quali divennero dei classici, quali Bahia Blanca, Porteño y bailarín e Verdemar.

### I Primi anni
Carlos di Sarli, il cui nome di battesimo era Cayetano Di Sarli, nacque a Bahía Blanca nell'Argentina meridionale, figlio di Miguel Di Sarli immigrato italiano proprietario di un'armeria, e di Serafina Russomano sorella del tenore Tito Russomano.
Nel 1916, all'età di 13 anni, mentre lavorava nel negozio di suo padre, Carlos subì un incidente che gli compromise la vista e che lo costrinse a portare gli occhiali per il resto della vita. 
Una volta recuperato dall'infortunio si unì a una compagnia di musicisti itineranti specializzata nella musica popolare e che nel proprio repertorio includeva anche tanghi.
Poi si trasferì a Santa Rosa, nella provincia di La Pampa, dove un amico di suo padre, un altro immigrato italiano di nome Mario Manara, possedeva un cinema e un club. Nel cinema Carlos accompagnava le pellicole mute suonando il pianoforte, mentre nel club si dedicava all'esecuzione dei tanghi. 
Nel 1919, tornò a Bahía Blanca dove organizzò la sua prima orchestra suonando al Caffè Espresso, all'angolo tra Via Zelarrayan e Via Buenos Aires, e al Caffè Moka sulla Via O'Higgins. L'orchestra faceva anche tournée nelle province di La Pampa, Córdoba, Mendoza, San Juan e Salta. 
Nel 1923, Carlos e suo fratello minore Roque si trasferirono a Buenos Aires.

### La sua orchestra, ultima formazione
Dal 1958, oltre a Carlos  Di Sarli al piano, l'orchestra Di Sarli comprendeva i violinisti Roberto Guisado, Elvino Vardaro, A. Rouco, Szymsia Bajour, Carlos Arnaiz, Juan Schiaffino, C. González e A. Rossi, i bandoneonisti F. Verdi, José Libertella, Julián Plaza, A. Marcucci y D. Sánchez, il bassista A. Sciarretta e i cantanti Horacio Casares e Jorge Durán.
Di Sarli, già gravemente malato, ha dato la sua ultima esibizione l'8 marzo 1959, nella club Podestá de Lanús, finendo con una performance di Bahía Blanca, la sua composizione dedicata alla sua città natale.

### I cantanti
Durante gli anni del sestetto, i suoi cantanti (in ordine cronologico) furono Santiago Devin (Cenzi), Ernesto Famá, Fernando Díaz, Antonio Rodríguez Lesende, Roberto Arrieta e Ignacio Murillo.
Con lo sviluppo dell'orchestra, a Murillo fece seguito Roberto Rufino, poi Antonio Rodríguez Lesende, Agustín Volpe, Carlos Acuña, Alberto Podestà, quindi ancora Roberto Rufino, poi di nuovo Alberto Podestà, Osvaldo Cabrera, Roberto Rufino per la terza volta, Alberto Podestà per una terza volta, Jorge Durán, Raúl Rosales, Alberto Podestà per la quarta volta, Osvaldo Cordo, Oscar Serpa, Mario Pomar, ancora una volta Oscar Serpa, Argentino Ledesma, Rodolfo Galé, Roberto Florio, e, infine, Jorge Durán ancora e Horacio Casares.

## Opere
- Nido gaucho (testo di Héctor Marcó)
- Verdemar (testo di José María Contursi)
- Porteño y bailarín' (testo di Héctor Marcó)
- Bien frappe (testo di Héctor Marcó)
- Otra vez carnaval (testo di Francisco García Jiménez)
- Bahía Blanca.
- Juan Porteño (testo di Héctor Marcó).
- Milonguero viejo.
- Corazón (testo di Héctor Marcó)
- En un beso la vida (testo di Héctor Marcó)
- La capilla blanca (testo di Héctor Marcó)
- Tangueando te quiero (testo di Héctor Marcó)
- Cuatro vidas (testo di Héctor Marcó)
- Así era mi novia (testo di Héctor Marcó)
- Chiquetera.
- Callorda.
- Che, francés, vení.
- Pobre buzón.
- Porqué le llaman amor.
- De qué podemos hablar.
- Rinconcito de alegría.
- Negando el perdón.
- Llanto en el corazón.
- Cortando camino.